# Live with Kelly and Mark

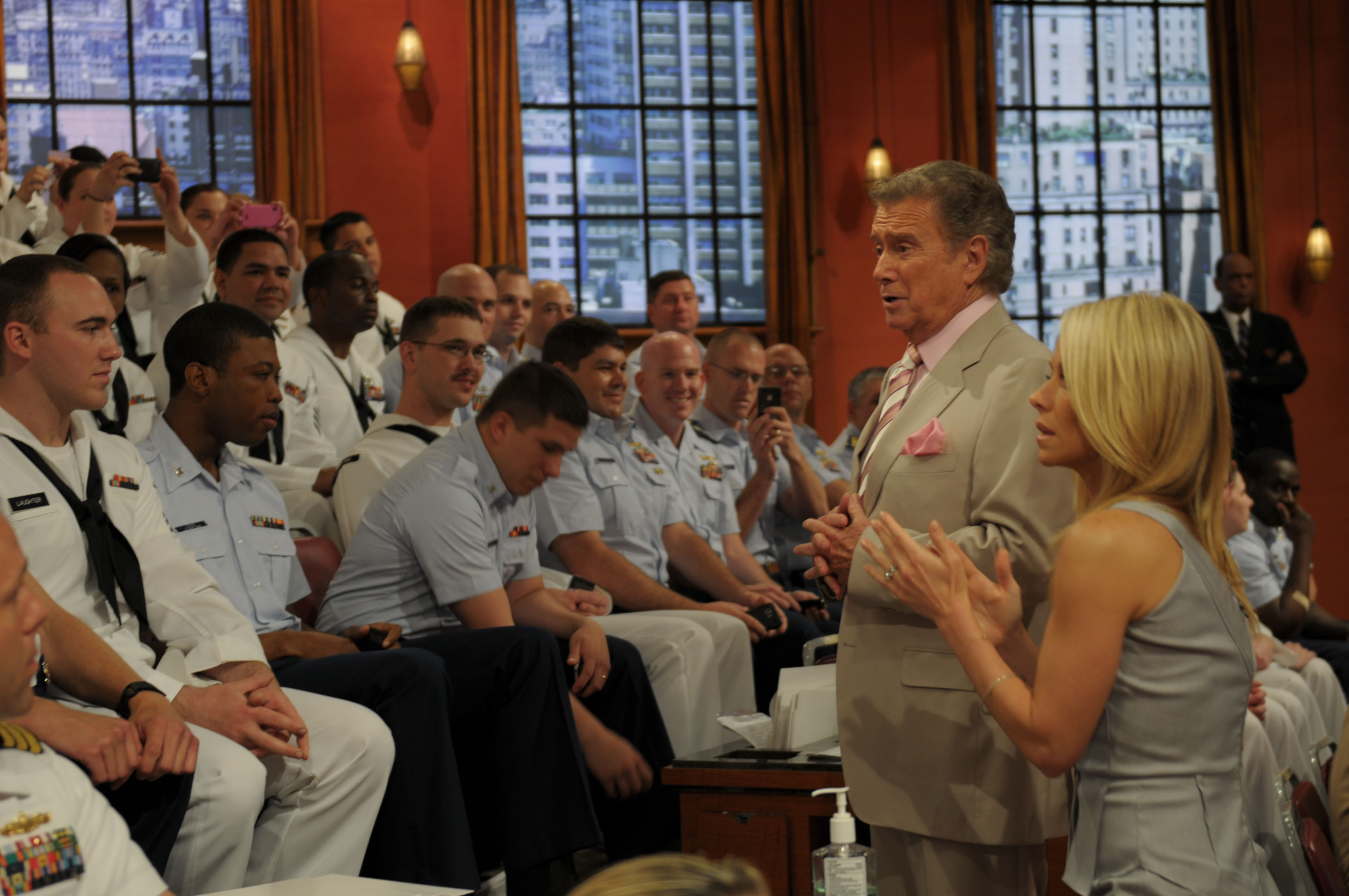
Live! with Regis and Kelly en 2011.

Live! with Kelly and Mark est une émission de télévision matinale américaine fondée en 1975 et diffusée en syndication. Elle est présentée par Kelly Ripa et Mark Consuelos, depuis les studios de WABC-TV à New York.

## Histoire
L'émission a porté plusieurs noms au cours de son histoire, au gré des changements et des départs de présentateurs. Elle est à l'origine une émission locale de la région métropolitaine de Los Angeles, diffusée sur la station KABC-TV du réseau ABC sous le nom AM Los Angeles. Elle porte ensuite le nom The Morning Show, puis Live with Regis and Kathie Lee lorsque Kathie Lee Gifford la coprésente avec Regis Philbin, Live with Regis puis Live! with Regis and Kelly à l'arrivée de Kelly Ripa. Elle devient Live! with Kelly jusqu'à l'embauche de Michael Strahan en 2012.
Le 19 avril 2016. ABC informe Kelly Ripa que Michael Strahan quittera l’émission à la fin de la saison pour devenir un collaborateur régulier de Good Morning America sur ABC. La dernière émission en duo a eu lieu le 13 mai 2016.
Après l'avoir animée pour un certain temps avec des présentateurs invités, Kelly Ripa est accompagnée depuis 2017 par Ryan Seacrest. Ryan annonce son départ en avril 2023 et est remplacé par Mark Consuelos, le conjoint de Kelly.
Au début de la pandémie de Covid-19, l'émission était produite à partir des domiciles respectifs des animateurs. Le retour en studio a eu lieu le 7 septembre 2023, sans public en studio et les animateurs distancés de deux mètres, rapprochés virtuellement en studio par écran divisé. Puisque plusieurs stations locales remplaçaient les émissions matinales pour des mises à jour sur la pandémie, la production autorisa les rediffusions de l'émission durant la nuit.

## Diffusion
L'émission est diffusée aux États-Unis sur différentes stations, en direct pour les stations de la côte est, ainsi qu'au Canada sur le réseau CTV.

## Concept
Enregistrée devant public, l'émission débute entre les co-animateurs discutant de l'actualité. Puis, un téléspectateur est appelé en direct pour participer à un concours. Ensuite, des célébrités ou artistes de musique sont invités. D'autres segments incluent des chroniques sur la mode, la nourriture, la santé et styles de vie. Pour Halloween, des changements de costumes marquent l'émission. Certaines semaines sont produites hors du studio.